# Voo SATA Air Açores 530M

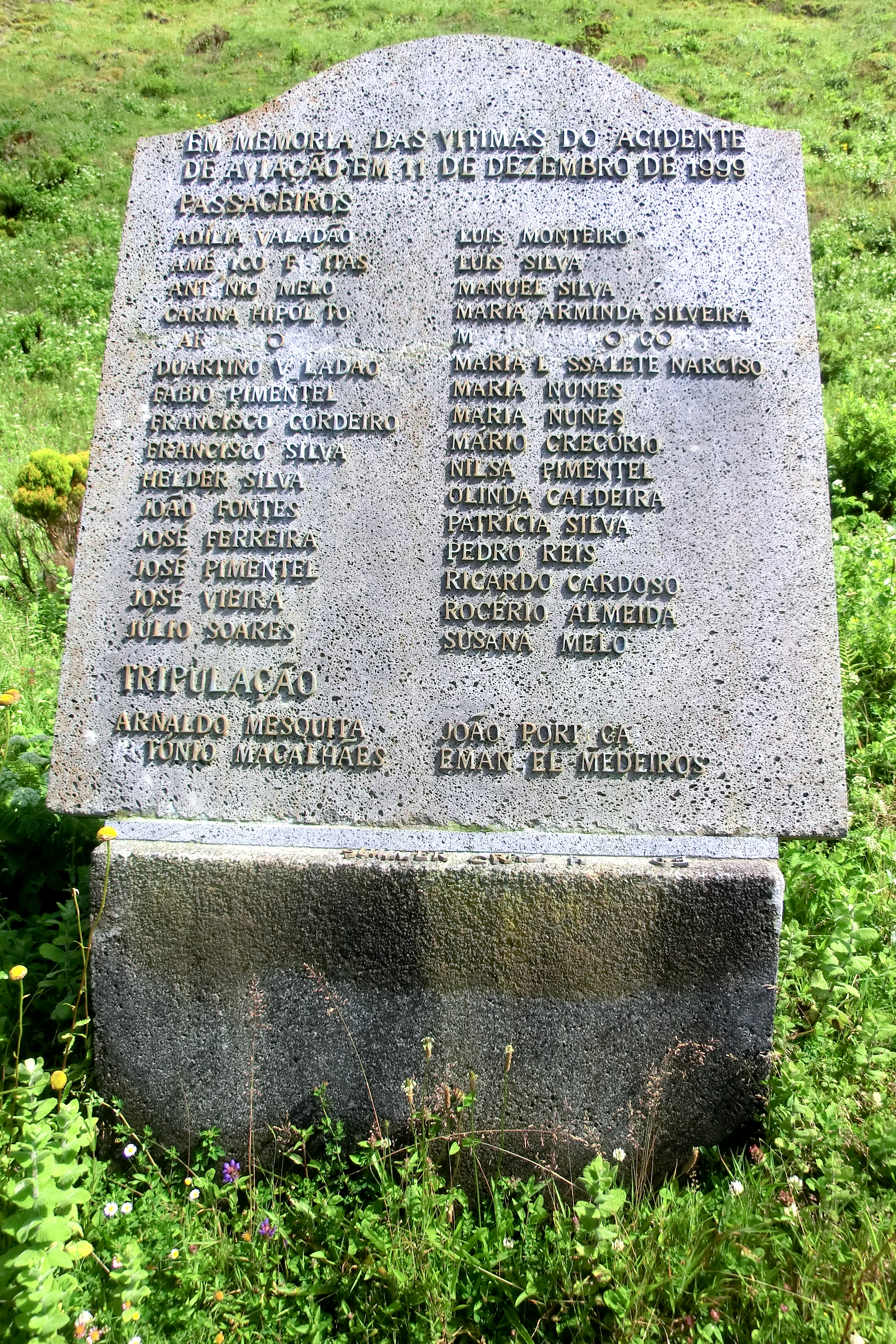
Placa memorial com os nomes das vítimas do voo SP530 situada no cume do Pico da Esperança

O Voo SATA Air Açores SP530M da companhia aérea portuguesa SATA Air Açores, no percurso entre Ponta Delgada e as Flores, com escala na Horta, a 11 de dezembro de 1999, às 9h20min, colidiu com o Pico da Esperança, na Ilha de São Jorge, vitimando todos os passageiros e tripulação, num total de 35 pessoas. A aeronave era um BAe ATP de nome "Graciosa". 
O Relatório da Comissão de Inquérito, divulgado pelo Instituto Nacional de Aviação Civil (INAC) concluiu que o voo foi planeado para uma rota direta ao Aeroporto da Horta, tendo a aeronave efetuado um desvio "sem que a tripulação se apercebesse", até que começou a cruzar a linha da costa Norte da Ilha de São Jorge, onde viria a embater. A tripulação "estava plenamente convencida" que a aeronave se encontrava sobre o Canal de São Jorge, e a sua atenção estava mais concentrada nas más condições meteorológicas da altura. Após soar o alerta de impacto, 3 segundos antes do primeiro impacto, o co-piloto alerta para o facto de estarem "a perder altitude e em cima de São Jorge". Apesar dos pilotos terem aumentado a potência dos motores, a manobra foi "insuficiente para ultrapassar o obstáculo".
A conclusão do Relatório indica que a falta de respeito pela altitude de segurança, uma "navegação estimada imprecisa" e a "não utilização correta do radar de tempo" foram as das causas do desastre. As más condições meteorológicas nesse dia - céu muito nublado, vento moderado a forte com turbulência - e a inexistência de meios autónomos de navegação a bordo do avião (por exemplo, uso do GPS), que pudessem determinar a sua posição com rigor, constituíram fatores que contribuíram para o acidente. Quanto à aeronave sinistrada, conclui que "estava em condições de navegabilidade de acordo com os regulamentos e procedimentos aprovados pela autoridade aeronáutica" nacional.
Segundo José Estima, membro da direção da Associação Portuguesa de Pilotos de Linha Aérea (APPLA), o fator que contribuiu para o acidente com o avião da SATA foi "a deficiente qualidade e quantidade de infraestruturas de apoio à navegação aérea". No que diz respeito à credibilidade do piloto do avião, testemunha que "o piloto já voava há mais de 20 anos no arquipélago" e recorda que os pilotos da SATA "são de primeira linha, já que trabalham em condições adversas".